# Branko Salaj
Branko Salaj (Zagreb, 8. kolovoza 1932. – Stockholm, 28. rujna 2022.) makroekonomist i politolog, konzultant i publicist u Švedskoj, ministar informiranja u Vladi demokratskog jedinstva RH, od kolovoza 1991. do kolovoza 1992., veleposlanik u Francuskoj (1992-95) i Nizozemskoj (1995-97), ravnatelj Hine (1997-veljača 1999). Oženjen, troje djece.
Govori švedski, engleski i francuski, služi se njemačkim, čita ruski i niz drugih jezika.           

## Životopis

### Školovanje
Maturira 1950. i studira (1950-51.) engleski i etnologiju u Zagrebu. Kao student Koledža slobodne Europe studira 1952-54. u Strasbourgu (diploma francuskog jezika i civilizacije, prva godina prava). Diplomira političku ekonomiju, politologiju i statistiku na sveučilištu u Stockholmu 1960. g. Nakon dvogodišnjeg studija (1961-63) magistrira (M.A.) političku ekonomiju na Johns Hopkins sveučilištu u Baltimoreu (SAD).           
Djelatnost i stručna pozadina u inozemstvu:
Kao prvak Zagreba u gađanju vojničkom puškom i slobodni športski novinar (Narodni sport, Vjesnik) pozvan je 1951. godine u Švedsku gdje dobiva politički azil i radi godinu dana u tvornici. Nakon dvogodišnjeg boravka na američkoj stipendiji u Strasbourgu vraća se u Stockholm gdje je za vrijeme studija 1959. godine i predsjednik studentske Udruge društvenih znanosti pri sveučilištu.
Još za vrijeme studija zapošljava se u švedskom Savezu poslodavaca građevinske industrije a u nj se vraća 1963. godine nakon studija u Sjedinjenim Državama. Posljednjih pet godina (1968-73) je direktor i član upravnog odbora Saveza. U okviru Istraživačkog instituta švedske industrije (IUI/IFN) objavljuje veliku studiju produktivnosti i građevinskih cijena u stambenoj proizvodnji nakon čega je u švedski statistički sustav uveden indeks proizvodnih cijena stambenog prostora, tada jedinstven u svijetu. Djeluje kao stručnjak švedskog Državnog savjeta za građevinska istraživanja, ekspert za međunarodne usporedbegrađevinskih cijena i troškova Ekonomske komisije UN za Europu i koordinator velike švedske studije američke građevinske industrije krajem 1960-ih godina.
Od 1973. do 1988. Salaj je poslovni konzultant u upravljanju poduzećima a zatim do povratka u Hrvatsku 1991. godine vodi revizorski lanac BDO Švedska. Tijekom 1988-90. predaje i političku ekonomiju na fakultetu arhitekture Kraljevskog tehnološkog sveučilišta u Stockholmu.
Društvena i politička djelatnost u emigraciji
Krajem 1952. godine Salaj predvodi u američkom Koledžu slobodne Europe u Strasbourgu skupinu studenata koja (neuspješno) traži nacionalnu hrvatsku studijsku skupinu poput onih koje su imale druge nacionalne grupe. Tijekom 1952-54 surađuje u švicarskom biltenu mons. A. Juretića „Hrvatski dom“.
Nakon povratka u Švedsku, njegov diplomski rad o stvarnosti iza jugoslavenskog ustavnih promjena 1956.g. dobiva najvišu ocjenu na politologiji stokholmskoga sveučilišta. Krajem 1950-ih godina ulazi u krug mladih intelektualaca oko glasila „Nova Hrvatska“ u Londonu. Tijekom 70-ih i 80-ih godina kada se ta izdavačka aktivnost reorganizirana u obliku dioničkog društva Salaj je kao predstavnik suosnivača izabran u Nadzorni odbor.
U suradnji s krugom hrvatskih radnika u Jönköpingu 1965-1970 anonimno uređuje na švedskom bilten Kroatisk opinion [Hrvatsko mišljenje] s kritičkim člancima i obradama domovinskih i stranih publikacija o jugoslavenskoj, posebice hrvatskoj stvarnosti. Bilten se umnožavao u više stotina primjeraka i dostavljao istaknutim švedskim javnim radnicima, parlamentarcima i medijima.
U siječnju 1970. je biran za prvog predsjednika Društva prijatelja Matice hrvatske Matija Gubec i radi na kulturnom okupljanju hrvatskih useljenika i podršci kretanjima Hrvatskog proljeća. Nakon pada Proljeća u Karađorđevu 1971. godine organizira u Göteborgu najveće prosvjede hrvatskih radnika u Europi, medijski kritizira jugoslavenske vlasti i organizira razne prosvjedne akcije (demonstracije, štrajkovi glađu i sl.) za progonjene javne i kulturne djelatnike.  Društvo pri tome oštro osuđuje i terorističke čine nekih hrvatskih emigranata, a njegovi predstavnici su primani od visokih političara, uključujući predsjednika vlade Palmea, koje orijentiraju o hrvatskim nacionalnim problemima.
U suradnji s krugom prijatelja ilegalno dovodi u jesen 1977. u Švedsku dr. Franju Tuđmana na razgovore s visokim švedskim političarima. Par mjeseci poslije Društvo Matija Gubec okuplja desetak hrvatskih društava u nadstranački Savez hrvatskih kulturnih, športskih i vjerskih društava u Švedskoj. Savez je od švedskih vlasti prihvaćen i uključen u državne savjetodavne institucije kao službeni predstavnik hrvatskih useljenika na istoj razini kao i Jugoslavenski savez. Uz oštre osude pojava političkog terorizma među iseljenim Hrvatima i Društvo Matija Gubec i Hrvatski savez se tijekom 10970-ih i 1980-ih godina iniciraju razne akcije za zaštitu ljudskih i građanskih prava u Hrvatskoj i pomažu hrvatskim političkim progonjenicima.
U okviru Hrvatskog saveza Salaj od početka 1983. uređuje dvojezični tromječnik (a kasnije povremenik)  Hrvatski glasnik u Švedskoj. Salaj koordinira i brojne djelatnosti Saveza među kojima su najznačajniji bili godišnja Kulturna smotra koja je okupljala 1500-2000 posjetitelja i 150-200 izvoditelja, organizacijski i prosvjetni tečajevi i logorovanja za mladež i žene, nogometni turniri, izbor „počasnih Horvata“ među poznatim i za Hrvate zaslužnim Šveđanima (ministrima, političarima, umjetnicima itd). Hrvatski je u Švedskoj prihvaćen kao „domaći“ jezik useljenika koji se podučava u školama a državna školska uprava je u službenoj nakladi izdala švedsko-hrvatski rječnik. Uvažavanje Hrvatskog saveza kao predstavnika nacionalne skupine pokazalo se tijekom 1980-ih godina kada su predstavnici Saveza bili primani od niza ministara u važnim resorima (vanjski poslovi, pravosuđe, školstvo, useljeništvo itd.).
Nakon razlaza skupine suradnika s dvotjednikom Nova Hrvatska Salaj se angažira na izdavanju glasila Poruka slobodne Hrvatske (1978-84), primarno usmjerenog na produbljeno praćenje domovinskih događanja i konkretiziranje demokratskog političkog programa buduće hrvatske države u intelektualnom dijelu dijaspore. Jedno je vrijeme PSH bila i izdavana u Švedskoj. Sredinom 1980-ih ta se skupina ponovo povezuje s Novom Hrvatskom.
Domovinsko djelovanje
Nakon prvih demokratskih izbora 1990. Salaj postaje članom Ustavotvorne komisije Sabora. Tijekom privremenog boravka u Hrvatskoj od prosinca 1990. do kraja ožujka 1991. djeluje kao savjetnik predsjednika Tuđmana i predlaže okvirna načela moderniziranja središnje državne uprave, potiče osposobljavanje sustava javnih telekomunikacija za očekivane ratne prilike i zauzima se za digitaliziranje državne uprave.
U srpnju 1991. Salaj organizira dolazak promatračke misije EZ („sladoledara“) i prvi je predsjednik hrvatskog dijela komisije za suradnju s misijom. Na kvoti HDZ-a preuzima krajem kolovoza 1991. dužnost nestranačkog ministra informiranja u Vladi demokratskog jedinstva te koordinira informativne djelatnosti u ratu i neposrednom poraću s posebnim usmjerenjem na informiranje međunarodne zajednice.
Tijekom Domovinskog rata Ministarstvo je kontinuirano pratilo međunarodne TV- i radiokanale za potrebe državnog vrha, pomagalo u održavanju sustava lokalnih radiopostaja, dokumentiralo ratna zbivanja u seriji tjednih i mjesečnih izvješća na engleskom, izdavalo studije i sažetke oko aktualnih problema (kao npr. povijesnih temelja hrvatskih granica), pomagalo u radu stranih dopisnika (među ostalim pomoću Foreign Press Bureau-a) te nadziralo medije na osnovu ratne Uredbe o javnom informiranju.
Nakon primirja, u proljeće 1992., Salaj inicira prvi hrvatski Zakon o javnom informiranju djelimice inspiriran nekim bitnim načelima švedskog ustavnog Zakona o slobodi tiska. Neke od važnijih odredbi hrvatskog Zakona (npr. formiranje pluralnog Vijeća za slobodu javne riječi, učinkovit pristup podatcima javne uprave po načelu da je javno sve što nije izričito klasificirano kao tajno, godišnje objavljivanje podataka o vlasništvu medija itd.) ostale su neprovedene a Ustavni sud je nakon nekog vremena Zakon obesnažio odlukom da je riječ o izvornom zakonu koga je Sabor trebao donijeti dvotrećinskom većinom.
Nakon ukidanja Ministarstva informiranja Salaj je kolovozu 1992. imenovan prvim hrvatskim veleposlanikom u Francuskoj i stalnim predstavnikom RH pri UNESCO-u a u prosincu 1995. nastupa dužnost prvog hrvatskog rezidentnog veleposlanika u Nizozemskoj i pri Međunarodnom kaznenom sudištu za ratne zločine na području bivše Jugoslavije (ICTY). S te se dužnosti na vlastiti zahtjev povlači početkom ljeta 1997. godine, a u jesen 1997. godine imenovan je ravnateljem Hrvatske izvještajne novinske agencije Hina u kojoj inicira veliki program restrukturiranja i stručne izgradnje. U veljači 1999. godine podnosi ostavku i na tu dužnost i odlazi u mirovinu.
I dalje stranački neopredijeljen, Salaj je na izborima 2000. kandidiran od HSLS na koalicijskoj listi „za dijasporu“ s SDP-om. Član Etičke komisije u izborima 2004.
U medijskim nastupima nakon napuštanja javnih dužnosti Salaj kritizira odnos službene politike dviju vlada spram nekih uvjetovanja EU u predpristupnom postupku Hrvatske i zalaže se da Hrvatska inzistira na dosljednom poštovanju načela međunarodnog prava. U više eseja ukazuje na mogućnosti i ograničenja diplomatskog djelovanja malih zemalja a pri tome upozorava i na relativnost koncepta vanjskopolitičke neutralnosti. Na konvencijama Američke udruge za unaprjeđenje slavističkih studija (AAASS) drži referate o politici zapadnih sila tijekom urušavanja Jugoslavije i priznanja RH, te o razvitku i problemima hrvatskih medija.
Od 2009. godine se angažira na preporodu obiteljskih poljoprivrednih gospodarstava i osuvremenjavanju hrvatskog sela po zapadnoeuropskom uzoru, koordinira stvaranje i rad nadstranačke stručne skupine Živo selo te sudjeluje u radu Stručnog vijeća Udruge OPGHrvatske Život.

## Salajev pogled na raspad Jugoslavije
Na panelu Udruge za hrvatske studije (ACS), u okviru Konvencije Američke udruge za unaprjeđenje slavističkih studija (AAASS), u Bostonu 13. studenoga 2009. Salaj je održao predavanje "The Role of Western Powers in Yugoslavia's Demise and the Recognition of Croatia (1987-1992)", citiramo završni odlomak prevedenog sažetka tog predavanja:

## Nagrade i priznanja
- Red kneza Branimira s ogrlicom
- Red Danice hrvatske s likom Antuna Radića (1995.).[4]

- Počasni predsjednik Hrvatsko-švedskog društva u Zagrebu.